# Campeonato colombiano 1966
El Campeonato colombiano 1966 fue el decimonoveno (19°.) torneo de la Categoría Primera A de fútbol profesional colombiano en la historia.

## Desarrollo
En esta temporada participaron 14 equipos, 13 de la temporada anterior más la reaparición en el profesionalismo del Junior de Barranquilla que volvió a la competencia tras 13 años de ausencia, con la base de jugadores de la Selección Colombia que disputó la eliminatoria para el Mundial de 1966.
Se jugaron cuatro vueltas (dos de local, dos de visitante) sumando 52 partidos por equipo. Este campeonato fue el cuarto que ganó Santa Fe, el subcampeón fue Independiente Medellín.
Se jugaron 364 partidos entre los 14 clubes inscritos y se anotaron 1188 goles siendo el Independiente Medellín el que más anotó con 106 conquistas y el que más recibió fue el Deportes Quindío con 110 goles en contra. El goleador fue Omar Lorenzo Devanni del Santa Fe con 31 goles.
Una vez superado el Cisma del fútbol colombiano, con la intervención de la FIFA, fue levantada la suspensión que duró dos años. Por ello, el campeón regresó a la Copa Libertadores de América, que amplió sus cupos para el campeón y subcampeón de cada país a partir de la edición de 1966.

## Datos de los clubes
| Equipo                 | Departamento       | Ciudad       |
| ---------------------- | ------------------ | ------------ |
| América de Cali        | Valle del Cauca    | Cali         |
| Atlético Bucaramanga   | Santander          | Bucaramanga  |
| Atlético Nacional      | Antioquia          | Medellín     |
| Cúcuta Deportivo       | Norte de Santander | Cúcuta       |
| Deportes Quindío       | Quindío            | Armenia      |
| Deportes Tolima        | Tolima             | Ibagué       |
| Deportivo Cali         | Valle del Cauca    | Cali         |
| Deportivo Pereira      | Risaralda          | Pereira      |
| Independiente Medellín | Antioquia          | Medellín     |
| Atlético Junior        | Atlántico          | Barranquilla |
| Millonarios            | Bogotá, D. C.      | Bogotá       |
| Once Caldas            | Caldas             | Manizales    |
| Independiente Santa Fe | Bogotá, D. C.      | Bogotá       |
| Unión Magdalena        | Magdalena          | Santa Marta  |

## Clasificación
| Pos. | Equipo                 | Pts. | PJ | G  | E  | P  | GF  | GC  | Dif. | Clasificación                   |
| ---- | ---------------------- | ---- | -- | -- | -- | -- | --- | --- | ---- | ------------------------------- |
| 1    | Santa Fe               | 66   | 52 | 25 | 16 | 11 | 102 | 76  | +26  | Campeón y Copa Libertadores.    |
| 2    | Independiente Medellín | 63   | 52 | 25 | 13 | 14 | 106 | 73  | +33  | Subcampeón y Copa Libertadores. |
| 3    | Deportivo Pereira      | 61   | 52 | 24 | 13 | 15 | 91  | 83  | +8   |                                 |
| 4    | Once Caldas            | 59   | 52 | 24 | 11 | 17 | 101 | 83  | +18  |                                 |
| 5    | Millonarios            | 58   | 52 | 23 | 12 | 17 | 98  | 88  | +10  |                                 |
| 6    | Deportivo Cali         | 55   | 52 | 20 | 15 | 17 | 83  | 76  | +7   |                                 |
| 7    | Cúcuta Deportivo       | 54   | 52 | 19 | 16 | 17 | 77  | 72  | +5   |                                 |
| 8    | Junior                 | 53   | 52 | 21 | 11 | 20 | 94  | 88  | +6   |                                 |
| 9    | Unión Magdalena        | 52   | 52 | 21 | 10 | 21 | 76  | 80  | −4   |                                 |
| 10   | América de Cali        | 48   | 52 | 16 | 16 | 20 | 60  | 69  | −9   |                                 |
| 11   | Atlético Bucaramanga   | 42   | 52 | 13 | 16 | 23 | 71  | 89  | −18  |                                 |
| 12   | Atlético Nacional      | 41   | 52 | 15 | 11 | 26 | 81  | 103 | −22  |                                 |
| 13   | Deportes Tolima        | 41   | 52 | 15 | 11 | 26 | 74  | 98  | −24  |                                 |
| 14   | Deportes Quindío       | 35   | 52 | 12 | 11 | 29 | 74  | 110 | −36  |                                 |

 Fuente: Rsssf

## Resultados
| 1966                   | AME     | BUC       | CAL     | CUC     | JUN     | MAG     | MED     | MIL     | NAL     | ONC     | PER     | QUI      | SFE     | TOL     |
| América de Cali        |         | 1:1 2:1   | 1:1 0:0 | 3:1 1:0 | 1:0 0:4 | 1:0 1:2 | 1:1 1:2 | 1:2 2:1 | 0:0 3:0 | 1:3 2:0 | 0:2 0:2 | 2:2 0:3  | 3:3 0:0 | 3:0 3:1 |
| Atlético Bucaramanga   | 1:2 3:1 |           | 0:2 2:3 | 1:1 4:0 | 3:1 3:2 | 1:2 1:0 | 2:3 0:0 | 1:2 0:2 | 2:1 1:0 | 1:1 1:1 | 3:2 2:0 | 0:2 0:0  | 0:0 1:2 | 3:1 3:0 |
| Deportivo Cali         | 2:2 0:0 | 3:1 1:1   |         | 3:3 1:1 | 3:1 3:0 | 1:2 0:0 | 0:0 5:2 | 4:1 2:2 | 2:1 1:2 | 1:0 2:1 | 3:1 1:1 | 1:0 3:1  | 1:2 1:1 | 3:1 2:0 |
| Cúcuta Deportivo       | 1:1 2:1 | 1:0 3:2   | 4:2 2:0 |         | 2:2 3:1 | 1:1 4:1 | 3:0 2:0 | 2:2 0:1 | 1:1 0:0 | 1:0 1:2 | 2:1 3:3 | 2:0 5:1  | 1:0 2:0 | 0:2 0:0 |
| Atlético Junior        | 2:0 4:2 | 4:3 2:0   | 3:0 0:2 | 1:3 1:0 |         | 0:0 1:0 | 1:2 3:1 | 2:2 2:0 | 0:0 1:3 | 1:0 1:2 | 1:1 2:2 | 1:0 7:1  | 4:3 0:0 | 4:1 3:2 |
| Unión Magdalena        | 2:0 2:1 | 2:0 0:1   | 0:1 4:2 | 0:0 3:0 | 1:2 2:1 |         | 0:0 2:1 | 1:0 1:1 | 3:1 0:2 | 4:2 0:2 | 5:3 3:1 | 2:1 3:1  | 2:2 3:1 | 1:0 1:2 |
| Independiente Medellín | 0:2 1:1 | 7:1 2:2   | 2:0 3:2 | 3:1 3:0 | 3:3 1:0 | 1:0 1:1 |         | 1:2 6:0 | 3:1 3:1 | 0:0 2:0 | 3:1 5:1 | 1:0* 5:2 | 2:2 2:3 | 5:2 5:1 |
| Millonarios            | 2:0 0:1 | 3:4 0:0   | 3:0 3:2 | 2:1 0:1 | 1:1 3:2 | 6:1 0:1 | 1:2 2:1 |         | 3:2 6:1 | 2:2 4:3 | 1:1 2:1 | 4:2 5:3  | 0:1 1:3 | 2:1 2:0 |
| Atlético Nacional      | 2:1 1:1 | 4:2 1:1   | 2:1 1:1 | 2:2 0:2 | 3:4 2:3 | 1:0 7:2 | 2:1 0:2 | 2:5 3:2 |         | 5:0 3:2 | 2:3 4:1 | 1:3 2:0  | 0:1 1:1 | 0:3 4:2 |
| Once Caldas            | 0:1 0:1 | 2:2 2:2   | 2:2 2:1 | 3:2 2:0 | 4:3 4:1 | 2:1 7:3 | 2:1 3:0 | 4:2 5:2 | 2:1 5:1 |         | 3:3 2:1 | 4:0 2:2  | 0:1 2:2 | 1:0 1:1 |
| Deportivo Pereira      | 0:0 2:1 | 3:2 3:0   | 2:0 3:1 | 1:0 2:2 | 1:1 3:2 | 2:1 2:1 | 1:1 2:1 | 2:0 1:0 | 5:1 2:1 | 1:2 0:1 |         | 1:0 3:2  | 1:0 2:2 | 4:4 2:1 |
| Deportes Quindío       | 0:2 2:1 | 2:2 1:1   | 3:3 0:1 | 2:1 1:2 | 0:1 4:2 | 2:2 1:1 | 1:4 0:1 | 1:2 3:3 | 2:1 2:2 | 4:5 1:0 | 1:0 1:2 |          | 0:3 2:2 | 1:0 1:2 |
| Independiente Santa Fe | 3:1 2:1 | 3:0 1:0** | 1:3 1:3 | 2:2 3:3 | 3:1 4:2 | 3:2 2:1 | 3:1 4:4 | 1:2 2:2 | 3:1 2:0 | 1:2 3:2 | 4:1 2:2 | 3:4 2:1  |         | 4:1 3:1 |
| Deportes Tolima        | 1:1 2:2 | 3:1 2:2   | 1:0 4:1 | 3:1 1:0 | 0:0 1:3 | 3:2 1:2 | 2:2 1:3 | 1:1 1:1 | 1:1 4:1 | 2:0 3:2 | 0:1 1:3 | 2:3 3:2  | 2:1 0:1 |         |

- (*) Partido demandado, finalizó 2-2
- (**) Bucaramanga se retiró al minuto 4' del segundo tiempo.

|                                           |
| Bandera de Colombia                       |
| Campeón Independiente Santa Fe 4.º título |

## Goleadores
| Jugador              | Equipo           | Goles |
| -------------------- | ---------------- | ----- |
| Omar Lorenzo Devanni | Santa Fe         | 31    |
| Oswaldo Pérez        | Once Caldas      | 29    |
| Walter Sossa         | Cúcuta Deportivo | 28    |